# Gobernación de Sidi Bouzid
La Gobernación de Sidi Bouzid, en árabe: ولاية سيدي بوزيد, es una de las veinticuatro gobernaciones de Túnez. Se encuentra localizada en la parte central de la República Tunecina y su ciudad capital es la ciudad de Sidi Bouzid.
Tras el suicidio de Mohamed Bouazizi en Sidi Bouzid, fue el lugar de los primeros enfrentamientos de la Revolución tunecina y un catalizador de otras protestas en la región, a menudo conocida como la Primavera Árabe.

## Delegaciones con población en abril de 2014
- Bir El Hafey 38,288
- Cebbala Ouled Asker 20,382
- Jilma 40,239
- Meknassy 23,789
- Menzel Bouzaïenne 25,321
- Mezzouna 24,766
- Ouled Haffouz 19,579
- Regueb 64,998
- Sidi Ali Ben Aoûn 28,214
- Sidi Bouzid Est 49,450
- Sidi Bouzid Ouest 73,226
- Souk Jedid 21,660

## Territorio y población
Posee una extensión de territorio que se extiende sobre una superficie de unos 6.994 kilómetros cuadrados. Estos son habitados por unas 429.912 personas (según cifras del censo del año 2014). La densidad poblacional es de 57,33 habitantes por cada kilómetro cuadrado de la Gobernación de Sidi Bouzid.
- Datos: Q327097
- Multimedia: Sidi Bouzid Governorate / Q327097